# Mêlée (Pétanque)
Mêlée (französisch) bedeutet das Getümmel, das Handgemenge oder gemischt. In der Boule-Spielsportart Pétanque werden die Bezeichnungen Mêlée und Mischen für das Zusammenstellen von Formationen benutzt.

## Turniersport

### Formée  / Mêlée
Die meisten Pétanque-Turniere werden Doublette formée (2er-Formation) oder Triplette formée (3er-Formation) ausgeschrieben, d. h. Spieler melden sich als feste Formation an. Die Bezeichnung formée wird meist weggelassen.
Bei einem Turnier, das als Mêlée ausgeschrieben wird, werden die Teams am Anfang des Turniers zusammengestellt. Mêlée-Turniere sind (zumindest in Deutschland) selten. Häufiger wird Supermêlée gespielt.

### Supermêlée
Beim Supermêlée (auch Super-Mêlée geschrieben) werden eine vorher festgelegte Anzahl von Runden gespielt. Die Teilnehmer werden dabei nach jeder Runde neu zusammengestellt/gemischt. Das Mischen der Formationen und Paarungen erfolgt durch Auswerfen mit den Spielkugeln, durch Losen oder mittels eines Computerprogramms.
Ab der zweiten Runde können für das Zusammenstellen der Formationen auch die bisherigen Resultate berücksichtigt werden. Dann erhalten die Sieger der ersten Runde einen Verlierer der ersten Runde als Partner. In den weiteren Runden wird entsprechend verfahren.
Beim Supermêlée wird in der Regel ohne Freilos gespielt. Das hat zur Folge, dass bei nicht durch vier teilbaren Teilnehmerfeldern sowohl Doublettes als auch Triplettes zusammengemischt werden. Es spielen auch unterschiedliche Formationen gegeneinander.

## Trainings- und Freizeitspiel
Auch außerhalb von Turnieren werden die Formationen und Spielpartner oft durch Mischen zusammengestellt. Vor allem in Vorbereitung auf Pétanque-Wettbewerbe wird beim Trainingsspiel im Verein auch formé gespielt.

## Mischen
Als Mischen (im engerene Sinn) wird im Pétanque das Zusammenstellen von Formationen und Paarungen durch das gleichzeitige Werfen von Kugeln benutzt.
Dabei gibt es zwei Methoden:
- Alle Spieler werfen eine Kugel in Richtung auf eine zuvor platzierte Zielkugel (Cochonnet, Bouchon, But, Schweinchen). (Große Mische)
- Von einem Spieler werden ein Cochonnet und je eine Kugel aller Spieler in die Höhe geworfen (Mischen von Paarungen).

### Große Mische
Diese Methode wird z. B. beim Super-Mêlée oder beim freien Spiel angewandt. In beiden Fällen ist es möglich, dass unterschiedliche Formationen gegeneinander spielen.
Eine Aufstellung der möglichen Formationen und Paarungen ist der folgenden Tabelle zu entnehmen.
| Anzahl Spieler | Formationen   | Formationen   | Formationen | Paarungen | Paarungen | Paarungen |
| Anzahl Spieler | Doublette (D) | Triplette (T) | Berliner    | D:D       | D:T       | T:T       |
| -------------- | ------------- | ------------- | ----------- | --------- | --------- | --------- |
| 4              | 2             | 0             | 0           | 1         | 0         | 0         |
| 5              | 1             | 1             | 0           | 0         | 1         | 0         |
| 6              | 0             | 2             | 0           | 0         | 0         | 1         |
| 9              | 3             | 1             | 0           | 1         | 1         | 0         |
| 10             | 2             | 2             | 0           | 1         | 0         | 1         |
| 11             | 1             | 3             | 0           | 0         | 1         | 1         |
| 15             | 1             | 3             | 3           | 1         | 1         | 1         |

Die Kugeln werden in eine Reihenfolge gelegt. Je nach den möglichen Begegnungen werden nun die Paarungen und Gegner zusammengestellt. Dazu gibt es zwei Methoden:
- Die Besitzer der jeweils nächsten zum Cochonnet liegenden Kugeln spielen zusammen bzw. gegeneinander.
- Der Besitzer der jeweils besten Kugel spielt gemeinsam mit dem Besitzer der schlechtesten Kugel.

Muss mit unterschiedlichen Formationen gespielt werden, ist es üblich, dass zunächst die reinen Doublette-Partien zusammengestellt werden.

### Mischen zum Zusammenstellen der Paarungen
Bei einer "Großen Mische" können auch gleich die Formationen, die gegeneinander spielen, ermittelt werden. Dies kann aber auch anschließend durch das gemeinsame Hochwerfen je einer Spielerkugel und eines Cochonnet ermittelt werden. Dies ist auch üblich, wenn nur maximal 6 (oder beim Berliner 7) Spieler zusammenkommen. Die Formationen werden nach unterschiedlichen Regeln zusammengestellt: Die Besitzer der am besten liegenden Kugeln spielen zusammen oder die Besitzer der Kugeln, die an 1. und 3. (und 5.) Stelle liegen, spielen gegen die an 2. und 4. (und 6.) Stelle liegenden.

### Tête-à-tête gegen Doublette, Berliner
Lösbare Probleme gibt es, wenn beim freien Spiel genau 3 oder 7 Spieler zusammentreffen. Treffen 3 aufeinander, kann einer mit 6 Kugeln gegen ein Doublette spielen.
Treffen 7 aufeinander, kann ein sogenannter Berliner gespielt werden, dabei spielen 4 gegen 3 mit je 8 Kugeln pro Formation. Im 4er-Team hat dann jeder 2 Kugeln, im Triplette spielen zwei mit 3 und einer mit 2 Kugeln. Dieser Berliner wird allerdings nur im freien Spiel gespielt.
Ansonsten spielen bei offiziellen Pétanque-Turnieren gleich starke Formationen (Tête-à-tête, Doublette oder Triplette) gegeneinander.